# Рут Асава
Рут Айко Асава (англ. Ruth Aiko Asawa, 24 січня 1926 — 5 серпня 2013) — американська модерністська скульпторка та художниця. Її роботи представлені в колекціях Музею Соломона Р. Ґуґґенгайма та Музею американського мистецтва Вітні в Нью-Йорку. П'ятнадцять дротяних скульптур Асави постійно виставляються у Музеї де Янга в Сан-Франциско в парку Золота Брама, а кілька її фонтанів розташовані в громадських місцях Сан-Франциско. Вона обстоювала мистецьку освіти та доклала зусиль до створення Школи мистецтв Сан-Франциско, яка була перейменована на Школу мистецтв Сан-Франциско Рут Асава в 2010 році. У 2020 році Поштова служба США вшанувала її роботу, випустивши серію з десяти марок, на котрих зображено її відомі дротяні скульптури.

## Молоді роки та освіта
Рут Айко Асава народилася в 1926 році в Норволку, штат Каліфорнія, і була однією з семи дітей. Її батьки, іммігранти з Японії, керували фермою до інтернування японців під час Другої світової війни. За винятком батька Рут, сім'я була вивезена до центрі збору, поспішно створеному на іподромі Санта-Аніта, де вони перебували протягом більшої частини 1942 року, після чого їх відправили до Центру військово-переміщених в Арканзасі. Батько Рут, Умакічі Асава, був заарештований агентами ФБР у лютому 1942 року та інтернований до табору у Нью-Мексико. Протягом наступних шести місяців родина Асава не знала, живий він чи мертвий. Асава не бачила свого батька шість років. Молодша сестра Рут, Ненсі (Кіміко), відвідувала сім'ю в Японії, коли її родина була інтернована. Вона не змогла повернутися, оскільки США заборонили в'їзд навіть американським громадянам з Японії. Ненсі була змушена залишитися в Японії на час війни.
Рут Асава так казала про інтернування та пережите її сім'єю:
|  | Я не веду військових дій за те, що сталося; Я нікого не звинувачую. Іноді добро приходить через біду. Я б не була тим, ким я є сьогодні, якби не інтернування, а мені подобається, хто я є. |

Мистецтвом Асава зацікавився в ранньому віці. У дитинстві вчителька третього класу заохочувала її створювати власні твори мистецтва. У результаті Рут отримала першу премію на шкільному конкурсі мистецтв у 1939 році за її твір про те, що робить людину американцем.
Після закінчення середньої школи центру для інтернованих вона вступила до державного педагогічного коледжу Мілвокі, маючи намір стати вчителем мистецтва. Їй не дозволили відвідувати коледж на узбережжі Каліфорнії, оскільки війна тривала, а зона, де вона збиралася навчатися, все ще була оголошена забороненою для етнічних японців, незалежно від того, були вони американськими громадянами чи ні. Не маючи змоги знайти роботу для необхідної викладацької практики, щоб отримати ступінь, вона залишила Університет Вісконсин-Мілвокі без ступеня. (Вісконсин присудив їй ступінь у 1998 році.) Асава розповіла про випадок, коли вона зупинилася в Міссурі, щоб скористатися туалетом, коли вони з сестрою не знали, якою ванною скористатися. На автобусній зупинці був кольоровий і білий туалет, і через расову дискримінацію в той час вони вирішили використовувати кольоровий туалет. В Блек-Маунтені було більше рівності для неї та інших студентів, включаючи інших азіатських американців та афроамериканців. У студентському містечку вони були рівними, та в місті справжність расизму була очевидною. Це призвело до відчуття соціальної свідомости та інтимности в творах Асави, на яку вплинуло нещастя, які пережила її сім'я.
Влітку перед останнім роком навчання в Мілвокі Асава поїхала до Мексики зі своєю старшою сестрою Лоїс (Масако). Асава відвідував уроки мистецтва в Національному автономному університеті Мексики; серед її вчителів була Клара Порсет, дизайнерка інтер'єрів з Куби. Подруга художника Йозефа Альберса, Порсет розповіла Асаві про Блек-Маунтін Коледж, де він викладав. Рут розповідала:
|  | Мені сказали, що мені, мабуть, зі свіжими спогадами про війну буде важко працювати в державній школі. Моє життя може навіть бути під загрозою. Це було вдачею, тому що це спонукало мене розвивати мій інтерес до мистецтва, і згодом я вступила до Black Mountain College у Північній Кароліні. |

З 1946 по 1949 рік вона навчалася в Black Mountain College у Йозефа Альберса. Асава навчився використовувати звичайні матеріали від Альберса та почала експериментувати з дротом, використовуючи різні техніки. Як і всі студенти коледжу Блек-Маунтен, Асава проходила курси з різноманітних мистецтв, і цей міждисциплінарний підхід допоміг сформувати її мистецьку практику. Її навчання в Іллі Болотовського та Йозефа Альберса було визначильним. Особливо на неї вплинули літні сесії 1946 та 1948 років, які включали курси художника Джейкоба Ловренса, фотографа та історика Бомонта Ньюголла, Жана Варди, композитора Джона Кейджа, хореографа Мерса Каннінґема, художника Віллема де Кунінга, скульптора Лео Аміно та Річарда Бакмінстера Фуллера. За словами Асави, курси танців, які вона відвідувала з Мерсом Каннінгемом, особливо надихнули.

## Кар'єра
У 1950-х роках, будучи студенткою коледжу Блек-Маунтін в Ешвіллі, штат Північна Кароліна, Рут зробила серію в'язаних гачком дротяних скульптур у різних абстрактних формах. Асава відчувала, що вона та її однокурсники випереджають адміністрацію, розвиваючи власну форму модернізму в скульптурі, постійно пробуючи щось нове. Вона почала з дизайну кошиків, а пізніше досліджувала біоморфні форми, які звисали зі стелі. Вона навчилася техніці в'язання гачком під час поїздки до Йозефа Альберса, коли він був у відпустці в 1947 році в Толуці, Мексика, де селяни використовували подібну техніку для виготовлення кошиків із оцинкованого дроту. Вона пояснила:
|  | Мене це зацікавило через економічність лінії, робити щось у просторі, охоплювати це, але не блокуючи. Він [простір - ред.] все ще прозорий. Я зрозуміла, що якщо я збираюся створювати форми, які з’єднуються та переплітаються, це можна буде зробити лише за допомогою дроту, тому що лінія може йти будь-куди. |

Після її поїздки до Мексики вчитель Асави Ілля Болотовський зазначив, що її інтерес до традиційного малювання змінився захопленням використанням дроту як способу малювання в просторі. Її петлеподібні дротяні скульптури досліджують взаємозв'язок внутрішніх і зовнішніх об'ємів, створюючи, за її словами, «форму, яка була всередині і зовні водночас». Вони були описані як втілення різних матеріальних станів: інтер'єр і екстер'єр, лінія та об'єм, минуле та майбутнє. Асава сказала:
|  | Це був 1946 рік, коли я вважала себе сучасною. Але зараз 2002 рік, і ти не можеш бути сучасним вічно. |

При цьому вона розвивала свою техніку, експериментуючи з ручними засобами візуальної комунікації. Експериментування було ключовим у пошуку її візуальної ідентичності як художниці. Хоча її техніка створення скульптур нагадує ткацтво, вона не вивчала ткацтво і не використовувала волокнисті матеріали. Матеріали мали значення. Будучи бідною студенткою коледжу, Асава користувалася недорогими знайденими предметами, такими як каміння, листя та палиці, тому що в неї не було ні коштів, ні доступу до якісного паперу. Близькість і відкритість були їхнім ресурсом.
Дротові скульптури Асави принесли їй популярність у 1950-х роках, коли її роботи кілька разів з'являлися на бієнале Вітні, на виставці 1954 року в Музеї сучасного мистецтва Сан-Франциско та на художній бієнале Сан-Паулу 1955 року.
У 1962 році Рут почала експериментувати з дротяними скульптурами розгалужених форм, укорінених у природі, які ставали все більш геометричними та абстрактними, оскільки вона продовжувала працювати в цій формі. Вона інколи обробляла дріт, гальванізуючи його. Рут також експериментувала з гальванічним покриттям, пропускаючи електричний струм у «неправильному» напрямку, щоб створити текстурні ефекти. «Рут випередила свій час у розумінні того, як скульптури можуть функціонувати, щоб визначати та інтерпретувати простір», — сказав Даніель Корнелл, куратор музею де Янга в Сан-Франциско. «Цей аспект її роботи передбачає більшу частину інсталяційної роботи, яка стала домінувати в сучасному мистецтві».
У 1965 році Асава взяла участь у стипендії майстерні літографії Tamarind у Лос-Анджелесі як художниця. Співпрацюючи з сімома гравцями майстерні, вона створила п'ятдесят дві літографії друзів, сім'ї (включно з її батьками, Умакічі та Хару), природних об'єктів і рослин.
У 1960-х роках вона почала отримувати замовлення на створення великих скульптур у громадських і комерційних приміщеннях Сан-Франциско та інших міст. Асава встановила свою першу публічну скульптуру Андреа (1968) після настання темряви на площі Ґірарделлі, сподіваючись створити враження, що вона завжди була там. Скульптура зображує двох литих бронзових русалок у фонтані, одна з яких годує дитинча, хлюпаючись серед морських черепах і жаб. Мистецький твір викликав багато суперечок щодо естетики, фемінізму та публічного мистецтва після встановлення. Ловренс Галпрін, ландшафтний архітектор, який спроектував набережну, описав скульптуру як «прикрасу приміського газону» та вимагав видалити твір мистецтва. Асава заперечила: «Для старих це повернуло б фантазії дитинства, а для молодих це дало б їм щось згадати, коли вони постаріють». Багато мешканців Сан-Франциско, особливо жінки, підтримали скульптуру русалки Асави. І успішно згуртувався за нею, щоб захистити її.
Біля Юніон-сквер (на Стоктон-стріт, між вулицями Пост і Саттер) вона створила фонтан, для якого вона мобілізувала 200 школярів, щоб виліпити з тіста сотні зображень міста Сан-Франциско, які потім відлили в залізо. Протягом багатьох років вона продовжувала проєктувати инші громадські фонтани і стала відомою в Сан-Франциско як «леді фонтанів».
Мистецькі роботи Рут Асави постійно зростають у ціні. Коли її твори були виставлені на аукціоні, ціни на її роботи коливалися від $500 до $5382500, залежно від розміру, матеріалу, стану, періоду та особливостей ринку. У 2013 році її скульптури «Без назви» вперше перевищили один мільйон доларів США; двічі в той самий день: на денному аукціоні Sotheby's, а потім на вечірньому розпродажі Christie's. У 2019 році один її твір, приблизно 1955 року, було продано за 4,1 мільйони доларів, а инший приблизно 1953—1954, продано за 5,4 мільйона доларів у 2020 році.

## Громадянська позиція та просування освіти
Асава була пристрасною прихильницею художньої освіти як засому розширення можливостей, особливо для дітей. У 1968 році її призначили членом Комісії мистецтв Сан-Франциско і Рут почала лобіювати політиків і благодійні фонди для підтримки мистецьких програм, які принесли б користь дітям і пересічним жителям Сан-Франциско. У 1968 році Асава допомогла заснувати Мистецьку майстерню Альварадо для дітей шкільного віку. На початку 1970-х років це стало моделлю для Програми Мистецької комісії CETA/Neighborhood Arts Program, використовуючи кошти федеральної програми фінансування, Закону про всеосяжне працевлаштування та навчання (CETA), яка стала загальнонаціональною програмою, що передбачає наймання митців усіх дисциплін для публічної роботи для міста.

## Особисте життя
У липні 1949 року Асава вийшла заміж за архітектора Альберта Ланьє, з яким познайомилася в 1947 році в коледжі Блек-Маунтін. У пари було шестеро дітей: Ксав'єр (1950), Айко (1950), Хадсон (1952), Адам (1956—2003), Адді (1958) і Пол (1959). Альберт Ланьє помер у 2008 році. Асава вважала, що «діти схожі на рослини. Якщо їх годувати і поливати, вони виростуть». На момент одруження міжрасові шлюби були законними лише в двох штатах, Каліфорнії та Вашингтоні.

## Смерть
Рут Асава померла природною смертю 5 серпня 2013 року у своєму будинку в Сан-Франциско у віці 87 років.